# Shay Stephenson
Shay Stephenson (* 13. September 1983 in Outlook, Saskatchewan) ist ein ehemaliger kanadischer Eishockeyspieler, der im Verlauf seiner aktiven Karriere zwischen 2000 und 2014 unter anderem annähernd 170 Spiele in der American Hockey League (AHL) und ECHL auf der Position des Centers bestritten hat. Darüber hinaus absolvierte Stephenson zwei Partien für die Los Angeles Kings in der National Hockey League (NHL) und stand eine Spielzeit bei den Krefeld Pinguinen aus der Deutschen Eishockey Liga (DEL) unter Vertrag.

## Karriere
Stephenson begann seine Karriere im Sommer 2000 in der kanadischen Juniorenliga Western Hockey League (WHL) bei den Red Deer Rebels, wo er sich nach einer schwierigen ersten Saison steigern und bereits in seinem zweiten Jahr in 59 Spielen insgesamt 19 Scorerpunkte erzielen konnte. Dennoch hatte er in seiner Rookiespielzeit den President’s Cup der WHL sowie den Memorial Cup des Dachverbands Canadian Hockey League (CHL) gewonnen. In der Folge wurden auch mehrere Scouts aus der National Hockey League (NHL) auf ihn aufmerksam, sodass der Center während des NHL Entry Draft 2001 von den Edmonton Oilers ausgewählt wurde. Diese konnten Stephenson jedoch nicht zur Vertragsunterschrift bringen, sodass dieser weiterhin in der WHL aufs Eis ging. Nach einer weiteren starken Leistung in der Spielzeit 2002/03 wurde der Angreifer 2003 erneut gedraftet, diesmal von den Carolina Hurricanes, die ihn in der siebten Runde an insgesamt 198. Stelle auswählten.
In der Folgezeit verweilte Stephenson noch ein Jahr bei den Red Deer Rebels, bevor er zur Saison 2004/05 nach Schweden zum Zweitligisten IF Sundsvall wechselte. Im Sommer 2005 wurde der Kanadier als Free Agent von den Los Angeles Kings aus der NHL verpflichtet, die ihn zunächst bei ihren Farmteams in der American Hockey League (AHL) und ECHL einsetzten. In der Spielzeit 2006/07 absolvierte Stephenson dann erstmals zwei Spiele in der NHL für die Los Angeles Kings, in denen er allerdings keine Scorerpunkte erzielte. Zur Saison 2007/08 wagte der Stürmer noch einmal den Sprung nach Europa und entschied sich für ein Engagement bei den HC Milano Vipers aus der italienischen Serie A1. Am 12. Juni 2008 stellte der Verein jedoch mit sofortiger Wirkung den Spielbetrieb ein, sodass der Kanadier vereinslos wurde.
Wenige Monate später gaben die Krefeld Pinguine die Verpflichtung Stephensons bekannt. In der Spielzeit 2008/09 ging er damit in der Deutschen Eishockey Liga (DEL) aufs Eis, bevor er über die Las Vegas Wranglers aus der ECHL im Januar 2010 zu Vålerenga IF nach Norwegen kam. Mit dem Hauptstadtklub wurde Stephenson am Ende des Spieljahres Vizemeister, erhielt aber zunächst keinen Folgevertrag angeboten, wodurch er die gesamte Saison 2010/11 ohne Arbeitgeber blieb. Erst im August 2011 sicherte sich Vålerenga erneut seine Dienste. Er verbrachte die Saison 2011/12 in der GET-ligaen, ehe er sich für die folgende Spielzeit dem schwedischen Klub Karlskrona HK aus der Allsvenskan anschloss. Bereits nach drei Partien kehrte er aber nach Norwegen zurück, wo der Kanadier bis zum Sommer 2014 für Sparta Sarpsborg spielte. Anschließend beendete der 30-Jährige seine Profikarriere. In der Folge war er bis zum Jahr 2022 im kanadischen Amateureishockey aktiv.

## Erfolge und Auszeichnungen
- 2001 President’s-Cup-Gewinn mit den Red Deer Rebels
- 2001 Memorial-Cup-Gewinn mit den Red Deer Rebels
- 2010 Norwegischer Vizemeister mit Vålerenga IF

## Karrierestatistik
(Legende zur Spielerstatistik: Sp oder GP = absolvierte Spiele; T oder G = erzielte Tore; V oder A = erzielte Assists; Pkt oder Pts = erzielte Scorerpunkte; SM oder PIM = erhaltene Strafminuten; +/− = Plus/Minus-Bilanz; PP = erzielte Überzahltore; SH = erzielte Unterzahltore; GW = erzielte Siegtore; 1 Play-downs/Relegation; Kursiv: Statistik nicht vollständig)